# 九龍巴士26M線
九龍巴士26M線是香港九龍市區一條巴士路線，以循環線形式運作，來往黃大仙彩虹邨和觀塘，每天清晨至午夜為來往牛池灣、四順和觀塘的乘客，提供港鐵接駁服務。

## 歷史
1980年代初，觀塘四順的公營房屋發展陸續完成，因該區位於山上，且邨內道路不准紅色公共小巴駛入，居民往返香港各區，主要靠專利巴士和專線小巴或到彩虹站和觀塘轉乘其他交通工具。由於通勤人口不斷增加，本線便應運而生，間接開辦了往返彩雲邨及秀茂坪和觀塘市中心的路線。
路線編號26M，是接駁地鐵（今港鐵市區四綫）的巴士路線。地鐵開辦數年便推出了通用儲值票，方便地鐵乘客不用每次購票乘車，且有機會獲得尾程優惠，深得市民愛戴。有見及此，地鐵先後與九巴和城巴合作，在巴士上裝設票機，讓乘客可以使用通用儲值票繳付車資，九巴有26條巴士路線增設此服務，其中包括本線。八達通卡於1997年面世，通用儲值票便於兩年後成為歷史。

### 年表
- 1983年1月7日：本線投入服務，來往觀塘（月華街）及彩虹地鐵站，以循環線形式運作。
- 1984年4月15日：來回程均繞經順天總站和秀茂坪道。
- 1991年3月31日：九巴調整車費，全程收費由$1.7增至$1.9，加幅逾11%。
- 1993年4月5日：九巴調整車費，全程收費增至$2.1，加幅逾10.5%。
- 1994年4月1日：九巴調整車費，加幅普遍超過一成，本線全程收費增至$2.5，加幅逾19%。
- 1997年12月1日：九巴調整車費，全程收費由$2.8增至$3.0，加幅逾7%。
- 2005年7月28日：直接轉為全線空調服務，全程收費$4.0，增幅逾33%。
- 2008年6月8日：九巴調整車費，全程車費增至$4.2，加幅達5%。
- 2009年7月12日：配合觀塘市中心重建項目，觀塘（月華街）巴士總站需永久停用，起訖點改為彩虹巴士總站，維持以循環線形式運作。
- 2009年8月24日：往觀塘方向，於清水灣道近牛池灣街市外增設分站。
- 2009年9月3日：配合協和街／秀雅道交界的交通燈號啟用，往彩虹方向的華峰園巴士站永久取消。
- 2010年9月29日：往彩虹方向，原位於順利邨利溢樓的巴士站遷往利業樓。
- 2013年11月24日：往彩虹方向，於彩虹邨紅萼樓外增設分站，並調整班次。
- 2014年11月1日：往觀塘方向，取消彩雲聖若瑟小學分站[1]。
- 2015年1月26日：往觀塘方向，於彩雲聖若瑟小學外重設分站[2]。
- 2015年3月21日：往彩虹方向，原位於彩虹邨紅萼樓的巴士站遷往丹鳳樓[3]。
- 2016年：位於彩虹邨丹鳳樓的巴士站遷往紅萼樓。

## 服務時間及班次
| 彩虹開           | 彩虹開      | 彩虹開       |
| 日期             | 服務時間    | 班次（分鐘） |
| ---------------- | ----------- | ------------ |
| 星期一至五       | 05:35-06:50 | 25           |
| 星期一至五       | 06:50-09:50 | 20           |
| 星期一至五       | 09:50-16:55 | 25           |
| 星期一至五       | 16:55-17:55 | 20           |
| 星期一至五       | 17:55-20:00 | 25           |
| 星期一至五       | 20:00-23:30 | 30           |
| 星期六           | 05:35-08:35 | 30           |
| 星期六           | 08:35-13:35 | 25           |
| 星期六           | 13:35-16:05 | 30           |
| 星期六           | 16:05-19:00 | 25           |
| 星期六           | 19:00-23:30 | 30           |
| 星期日及公眾假期 | 05:35-16:05 | 30           |
| 星期日及公眾假期 | 16:05-19:00 | 25           |
| 星期日及公眾假期 | 19:00-23:30 | 30           |

## 車費
全程：$5.6
- 同仁街往彩虹：$5.2

| - 本線設有12歲以下小童及65歲或以上長者半價優惠。 - 65歲或以上香港居民使用「樂悠咭」，以及12歲以下合資格殘疾兒童使用「殘疾人士身份」個人八達通繳付車資，均可享有每程$2.0或半價（以較低者為準）的票價優惠；12至64歲合資格殘疾人士使用「殘疾人士身份」個人八達通（包括「樂悠咭」），以及60至64歲香港居民使用「樂悠咭」繳付車資，均可享有每程$2.0或全費（以較低者為準）的票價優惠。 - 65歲或以上長者如使用長者或一般個人八達通繳付車資，則只可享有半價優惠；12至64歲合資格殘疾人士如不使用「殘疾人士身份」個人八達通，以及60至64歲人士如不使用「樂悠咭」繳付車資，必須繳付全費。 - 乘客可以現金或八達通於上車時付款，不設找續。 - 每位成人乘客可免費攜帶最多兩名4歲以下而不佔座位的兒童乘客乘車，超額之4歲以下小童必須繳付小童車費乘車。 - 持有「九巴月票」之乘客在車票有效期內，每日可享最多10程任何九龍巴士及龍運巴士路線（包括本路線，以及聯營路線的九龍巴士／龍運巴士提供的班次；惟乘搭機場「A」及「NA」線則可享原價二七折優惠（不會計算每天10次合資格車程））；而B1線則每日可享最多各2程（不會計算每天10次合資格車程）。 - 九龍巴士、城巴、龍運巴士及陽光巴士全職員工及家屬（不包括外判職員）可免費乘搭本路線，惟必須拍職員或職員家屬八達通。 - 乘客亦可透過多元化電子支付系統（e度嘟）繳付車資，包括使用非接觸式VISA卡、JCB卡、萬事達卡、銀聯卡、美國運通、大來國際、Discover Card、Apple Pay、Google Pay、Samsung Pay、AlipayHK「易乘碼」、支付寶、WeChatHK／微信支付「搭車碼」、銀聯雲閃付「乘車碼」及BOC Pay「乘車碼」。乘客使用此付款方式，使用此支付方式的乘客可享有中途下車之分段收費，以及與其他九巴／龍運獨營路線或聯營線九巴／龍運班次之轉乘優惠，惟不適用於與非九巴／龍運路線之轉乘優惠，亦不能享有「公共交通費用補貼計劃」及「長者及合資格殘疾人士公共交通票價優惠計劃」。 |

## 使用車輛
現時本線使用4輛富豪B9TL 12米（AVBWU）
| 車隊編號 | 車牌   |
| -------- | ------ |
| AVBWU80  | PV7223 |
| AVBWU220 | RC8382 |
| AVBWU249 | RH7614 |
| AVBWU263 | RJ5519 |

## 行車路線

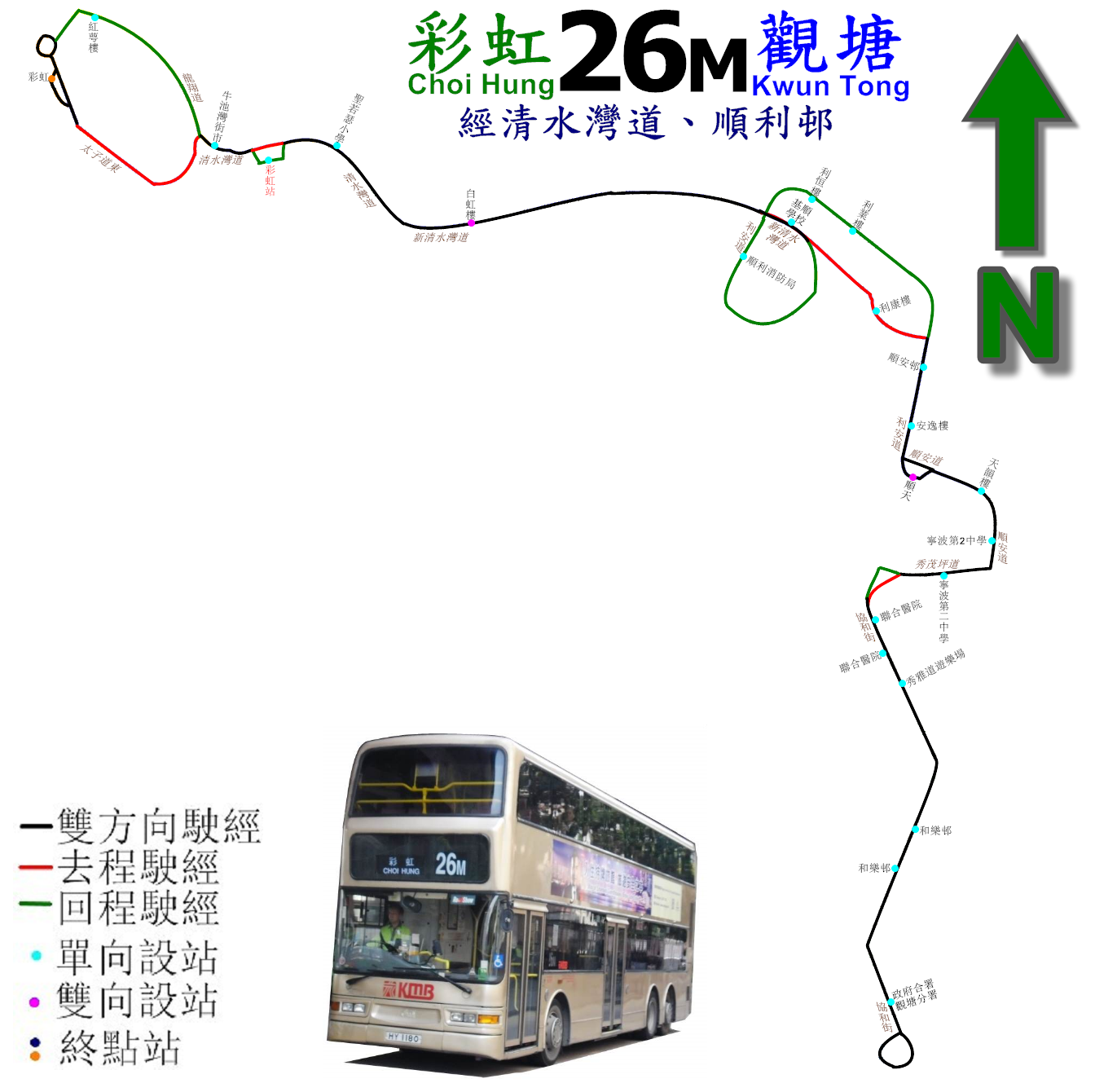
26M線的走線圖

經：彩虹道、太子道東、清水灣道、新清水灣道、順清街、順景街、利安道、順安道、順天巴士總站、順安道、秀茂坪道、協和街、迴旋處、協和街、秀茂坪道、順安道、順天巴士總站、利安道、新清水灣道、清水灣道、龍翔道、斧山道及彩虹道。

### 沿線車站
| 彩虹開 | 彩虹開                             | 彩虹開                         |
| 序號   | 車站名稱                           | 位置                           |
| ------ | ---------------------------------- | ------------------------------ |
| 1      | 彩虹轉車站－彩虹巴士總站（N4）     | 彩虹轉車站－彩虹巴士總站（N4） |
| 2      | 牛池灣轉車站－牛池灣街市（F1）     | 清水灣道                       |
| 3      | 牛池灣轉車站－彩雲聖若瑟小學（E2） | 清水灣道                       |
| 4      | 彩雲邨白虹樓                       | 新清水灣道                     |
| 5      | 基順學校                           | 新清水灣道                     |
| 6      | 順利邨利康樓                       | 利安道                         |
| 7      | 順安邨安逸樓                       | 利安道                         |
| 8      | 順天邨                             | 順天巴士總站                   |
| 9      | 順天邨天韻樓                       | 順安道                         |
| 10     | 寧波第二中學                       | 秀茂坪道                       |
| 11     | 聯合醫院                           | 協和街                         |
| 12     | 秀雅道遊樂場                       | 協和街                         |
| 13     | 和樂邨                             | 協和街                         |
| 14     | 同仁街                             | 協和街                         |
| 15     | 和樂邨                             | 協和街                         |
| 16     | 聯合醫院                           | 協和街                         |
| 17     | 寧波第二中學                       | 順安道                         |
| 18     | 順天邨                             | 順天巴士總站                   |
| 19     | 順安邨                             | 利安道                         |
| 20     | 順利邨利業樓                       | 利安道                         |
| 21     | 順利邨利樓                         | 利安道                         |
| 22     | 順利消防局                         | 利安道                         |
| 23     | 彩雲邨白虹樓                       | 新清水灣道                     |
| 24     | 牛池灣轉車站－彩虹站（K6）         | 坪石公共運輸交匯處             |
| 25     | 牛池灣轉車站－彩虹邨丹鳳樓（J2）   | 龍翔道                         |
| 26     | 彩虹轉車站－彩虹巴士總站（N4）     | 彩虹轉車站－彩虹巴士總站（N4） |

## 外部連結
- 九巴26M線 （页面存档备份，存于）